# 標準テレビジョン放送
標準テレビジョン放送（ひょうじゅんてれびじよんほうそう）は電波法の規定で、高精細度テレビジョン放送に含まれる、アナログハイビジョン(1035i)、1080i、720pより低い解像度の映像によるテレビ放送。さらに総務省令により放送方式が定められている。
標準テレビジョン放送方式は、省令によりNTSC-Jとしていたが、アナログ放送終了後に2013年（平成25年）2月20日総務省令第7号によりこの省令が廃止された。クリアビジョン、ワイドクリアビジョンも含まれる。
標準デジタルテレビジョン放送方式は、省令により、ISDB-S、ISDB-T、DVB-S準拠としている。
デジタル放送における、標準テレビジョンは480i（480p）で行われる。現在、標準テレビジョンのチャンネルはスカパー!プレミアムサービス（一般衛星放送）、スカパー東経110度（基幹衛星放送）などに存在する。

## 識別信号
地上波テレビ局に対してはアナログ放送時代に、標準テレビジョン放送、標準テレビジョン音声多重放送（-TV）、標準テレビジョン文字多重放送、標準テレビジョンデータ多重放送それぞれにコールサイン（識別信号）が与えられていた。